# Валенс
Флавије Јулије Валенс (званично име: IMPERATOR CAESAR FLAVIVS IVLIVS VALENS AVGVSTVS), рођен 328, умро 9. августа 378. године, био је римски цар од 364. до 378. године, пошто је Источни део царства добио од свог брата Валентинијана I. Његов отац је био познати војсковођа Грацијан Старији. Валенса су неки сматрали последњим Римљанином.

## Биографија

### Валенс постаје цар
Флавије Валенс и његов брат Валентинијан I рођени су недалеко од Сирмијума, у граду Цибале (данашњим Винковцима), 328. односно 321. године. Одрасли су на имањима које је купио њихов отац Грацијан Старији. Док је Валентинијан био успешни војни заповедник пре него што је постао цар, Валенс то очито није био. Он се прикључио војсци тек у ратовима које је Јулијан Отпадник водио против Персијанаца током шездесетих година.
Фебруара 364. тадашњи цар Јовијан, кренуо је према Цариграду да би учврстио своју власт, али је на путу изненадно умро. Валентинијан, његов блиски сарадник проглашен је за цара 26. фебруара 364. године. Валентинијан је сматрао да му је потребна помоћ у владању разнородним Царством. Тако је 28. марта исте године, Валенс именован за Валентинијановог савладара.
Валенс је добио источни део Балкана, Грчку, Египат, Сирију, Малу Азију све до Персије на самостално управљање. Валенс је стигао у Цариград и започео своју самосталну владавину Источним римским царством у децембру 364. године.

### Устанак Прокопија
Валенс је наследио источни цео Римског царства. Римљани су се недавно повукли из највећег дела Месопотамије и Јерменије на основу споразума између Јовијана и Шапура II. Валенсов приоритет после зиме 365. био је да крене на Исток да би смирио ситуацију. На јесен 365. године Валенс је био у Кападокији. Тада је сазнао за устанак Прокопија који се у Цариграду прогласио за цара. Прокопије је био сродник са Јулијаном Отпадником са мајчине стране и учествовао је у његовом персијском походу као заповедник највећег дела северног фронта. Када је Јовијан дошао на власт, он је склопио споразум са Прокопијем, али је промена на престолу изазвала Прокопијеву побуну: он се није осећао сигурним под Валенсовом владавином.
Прокопије се тако у Цариграду, уз помоћ неких мањих одреда прогласио за цара 28. септембра 365. године. У почетку његова позиција није била сјајна, али је он касније учврстио своју позицију ширећи приче како је Валентинијан умро. Ковао је новац који је истицао његову везу са Константиновом династијом. Такође је ступио у везу са удовицом и ћерком Констанција II како би учврстио своју позицију. Таква пропаганда имала је извесног успеха, нарочито међу војницима, лојални Константиновој династији.
Валенс је разматрао могућност да абдицира или чак да изврши самоубиство. Ипак, ствар је кренула нешто боље по Валенса и током хаотичних догађаја 365. године он је успео да највећи део Мале Азије стави под своју контролу. У пролеће 366. године Валенс је окупио трупе да би се коначно обрачунао са Прокопијем. Трупе противцара претрпеле су пораз у Фригији а на челу победничких трупа је био сам Валенс. Прокопија су напустиле његове трупе и он је коначно ухваћен и погубљен 27. маја 366. године. Валенс је његову главу послао брату Валентинијану.

### Рат против Гота
Варварски Готи су подржали Прокопија у устанку против Валенса. Штавише, цар је сазнао да Готи планирају да подигну устанак. У пролеће 367. године, уз помоћ Грацијана, цара Западног римског царства, Валенс је прешао Дунав и напао Готе који су побегли у Карпате. Он на крају није успео да их изазове на битку и цар се морао вратити преко Дунава. Идуће године ова велика река је имала толико висок водостај да није било могуће је прећи; да би нашао занимања војницима, Валенс је наредио да граде утврђења. 369. године, Валенс је поново прешао Дунав и у две битке победио Готе. Њихов вођа Атанарик је затражио мир, на шта је Валенс пристао.

### Сукоб саСасанидима
Међу Валенсовим разлозима зашто је пристао на мир са Готима 369. године, могући рат на Истоку је био свакако веома важан. Јовијан је предао доста римских територија Сасанидима, а Шапур II је био спреман да искористи сваку нову прилику. Персијанци су покушавали да привуку јерменске поглавице на своју страну. Јерменски краљ Арсак II је пао у Шапурово заробљеништво. Тада је Шапур послао своје трупе да освоје Иберију на Кавказу и да поразе Арсаковог сина, Папа, вероватно 367. године. Наредног пролећа, Пап је успео да побегне из једне опседнуте тврђаве. Успео је да стигне до Валенса.
Валенс је већ био послао једног војсковођу да поново постави Папа на Јерменски престо. То је изазвало Шапура и он је напао Јерменију. Пап је поново успео да побегне, али су Римљани идуће године на челу велике војске упали у Јерменију и поново поставили Папа на престо, 370. године. У пролеће идуће године, Римљани су покушали да успоставе контролу над Иберијом. Али, Шапур је напао Јерменију, но овога пута је доживео пораз. Валенс као да је надокнадио велике губитке из 363. на Истоку. Мир са Шапуром је успостављен 371. године.
У међувремену, дечак-краљ Пап је почео да води неразумну политику. Чак је и убио јерменског епископа Нарзеса и захтевао је да добије власт над римским градовима, укључујући и важно место Едесу. Притиснуто од својих војсковођа, и плашећи се да ће Пап потпуно прећи на страну Персијанаца, Валенс је покушао да га зароби. Није у томе успео, али су Римљани нешто касније у самој Јерменији успели да убију Папа. Уместо њега, Валенс је на јерменски престо поставио другог представника династије Арсакида, Вараздата.
Године 375. Валентинијан I доживео је мождани удар што је довело до његове смрти 17. новембра 375. године. Валентинијанови синови, Валенсови братанци, Грацијан и Валентинијан II постали су цареви, тј. војска у Панонији им је извикала титулу августа.
Персијанци су и даље захтевали да се односи између Рима и њихове државе дефинишу на основу споразма из 363. године. Како су се прилике на Истоку погоршавале 375. године, Валенс се почео припремати за велику експедицију. Али, невоље су се појавиле и у другим деловима Римског царства. У Исаурији, брдовитом делу Киликије, избио је велики устанак око 375. године. Све трупе са Истока су се морале тамо концентрисати. Да би ствари биле горе Сарацени су 377. године подигли устанак у Феникији и Палестини. Валенс је ипак успео да угуши оба устанка, али га је то коштало и времена и војних снага. Више није могао повести офанзиву против Персијанаца.

### Готски рат
Валенсови планови да крене у велики поход на Исток никада се нису остварили. Пребацивање Валенсових трупа на Запад 374. године, оставили су Валенса без довољно војске. Припремајући се за рат на Истоку, Валенс је почео регрутацију, како би поново прикупио војску. У таквим приликама, Валенса су затекле вести 375. године да су Готи претпели велике губитке од Хуна и да траже право да се населе на територији Римског царства. 376. Визиготи су стигли до доњег Дунава и послали су своје изасланике код Валенса који је тада био у Антиохији. Готи су тражили од Валенса да се населе на Балкану. По процени, на обали Дунава, у Мезији и Дакији било је 200.000 Гота.
Како су Валенсови саветници брзо схватили, Готи би могли лако попунити трупе које су тада Царству недостајале. Један од готских вођа, Фритигерн, био је одавно у добрим односима са Валенсом. Римски цар је током седамдесетих година помагао Фритигену у борби против Атанарика, који је прогањао хришћане међу Готима. Валенс је ипак на крају дозволио само Фритигерну и њему блиским људима да пређе Дунав и да се населе на територији Царства.
Када су Фритигерн и његови Готи прешли Дунав, Валенсове јединице су кренуле према Персијанцима. Али, за овом групом Гота, кренула је друга, а Готима су се убрзо прикључили и Хуни и Алани. Убрзо је маса варвара прешла Дунав. Да би ствар била гора, Визиготи су се убрзо побунили, зато што су се римски локални војни команданти рђаво односили према њима. Побуњени Визиготи победили су једну римску војску почетком 377. године.
Спојивши се са Остроготима, Хунима и Аланима, Визиготи су кренули према римским војним постајама. У једној бици, Готи су успели да поразе Римљане и да их одбаце на југ од реке Марице. Почетком 378. сам цар је са Истока кренуо против ових варвара. Практично читаву војску у свом делу Царства је окренуо против Гота. У Цариград је стигао 30. маја 378. Валенсови саветници су били за то да се сачека помоћ од Грацијана, али је Валенс желео победу само за себе. Нарочито се плашио да би Грацијанов успех могао да поткопа његов ауторитет.

### Битка код Хадријанопоља и Валенсова смрт
После кратког заустављања да би одморио трупе, Валенс се упутио према Хадријанопољу. Одатле је напао савезничку варварску војску 9. августа 378. Та битка је постала чувена као битка код Хадријанопоља. Римски поредак је разбила визиготска коњица.
По Амијану Марцелину, Валенсова главна грешка била је у томе што је ангажовао коњицу без праве подршке, што је довело до тога да читава војска умањи своју снагу због врућине.
У међувремену, Фритиген је још једанпут преко изасланика затражио мир. То је одложило битку, што се нарочито рђаво одразило на Римљане који су по великој врућини стајали под пуном бојном опремом.
Битка је одлучена када се римска коњица повукла пред нападом готске коњице. Тако је римска пешадија остала незаштићена, опкољена и исечена на комаде. Валенс је био рањен и пренесен је у једну колибу. Убрзо су га Готи опколили и запалили његово скровиште; вероватно нису знали да је ту био римски цар, иначе би га ухватили живог да добију велику награду. Тако је Валенс погинуо, како бележи Амијан Марцелин (31.13.14-6).
Када је битка била завршена две трећине војске Источног римског царства је било побијено. Многи официри су страдали. Остаци римске војске су се повукли током ноћи.
У Риму, цар Грацијан, тада деветнаестогодишњаг, није био у стању да се носи са последицама пораза, све док није именовао Теодосија I.
Неки хришћански писци, имајући у виду Валенсово пристајање уз аријанизам, видели су у његовој трагичној смрти знак који је Бог послао православним\никејским хришћанима да ће њихово вера преовладати у Римском царству, без обзира на моменталне потешкоће. Петнаестак година касније, у време владавине Теодосија Великог тако је и било.

### Теолошке борбе у Царству
Током своје владавине, Валенс се нашао у центру теолошких сукоба. Валенс и Валентинијан I, као и њихови претходници, браћа Констанције II and Констанс I, имали су различита теолошка уверења. Валенс је био аријанац, док се Валентинијан држао православног, Никејског учења. Када је Валенс погинуо, то је истовремено био и одлучни ударац аријанству на римском Истоку. Његов наследник Теодосије I прихватио је никејско учење.